# 拉彼鲁兹环形山
拉彼鲁兹环形山（La Pérouse）是位于月球正面东部赤道区的一座大撞击坑，约形成于晚雨海世，其名称取自法国探险家让-弗朗索瓦·德·加洛，拉彼鲁兹伯爵，1935年被国际天文联合会正式批准接受。

## 描述

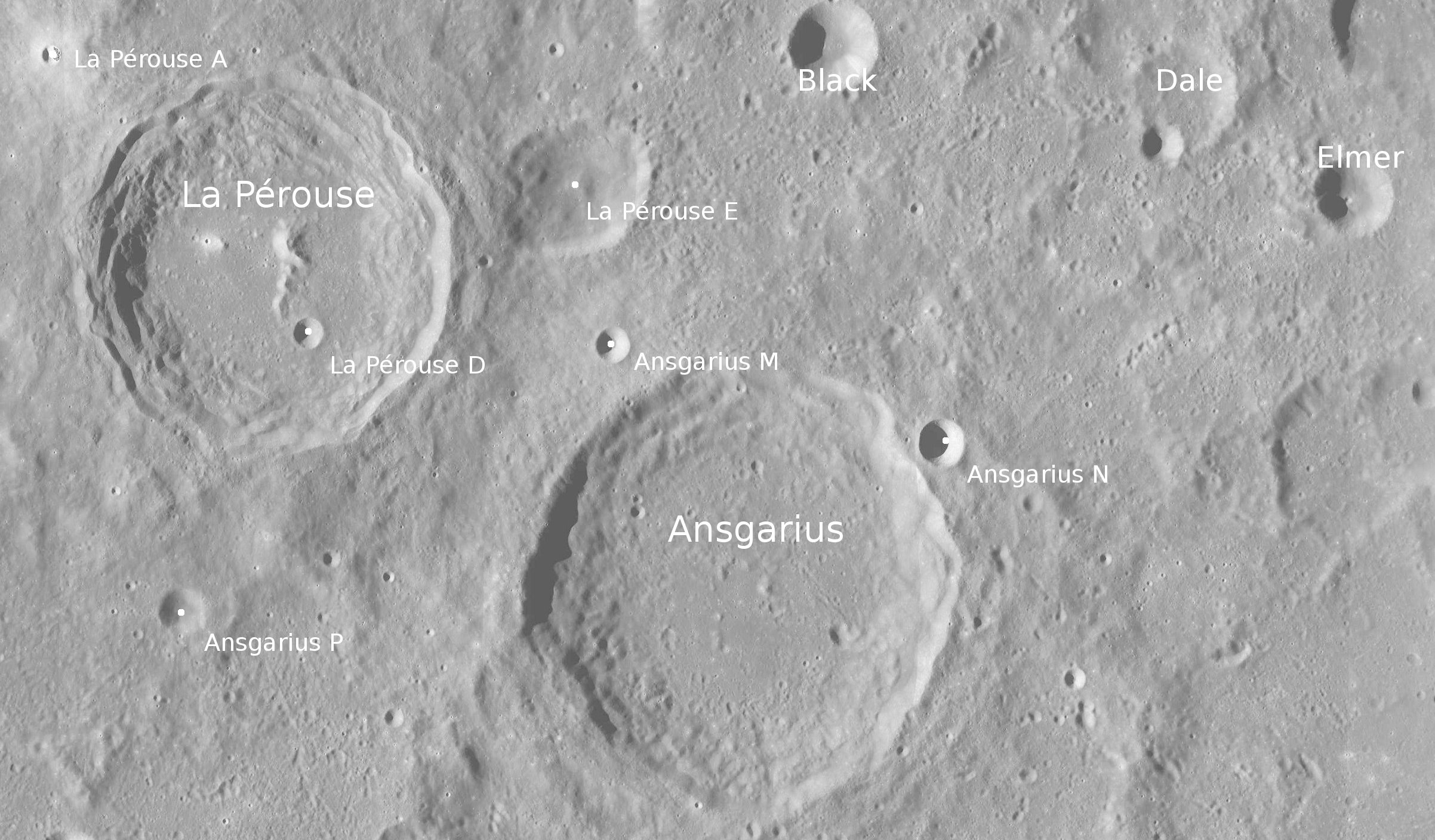
拉彼鲁兹环形山的周边，月球勘测轨道器拍摄。

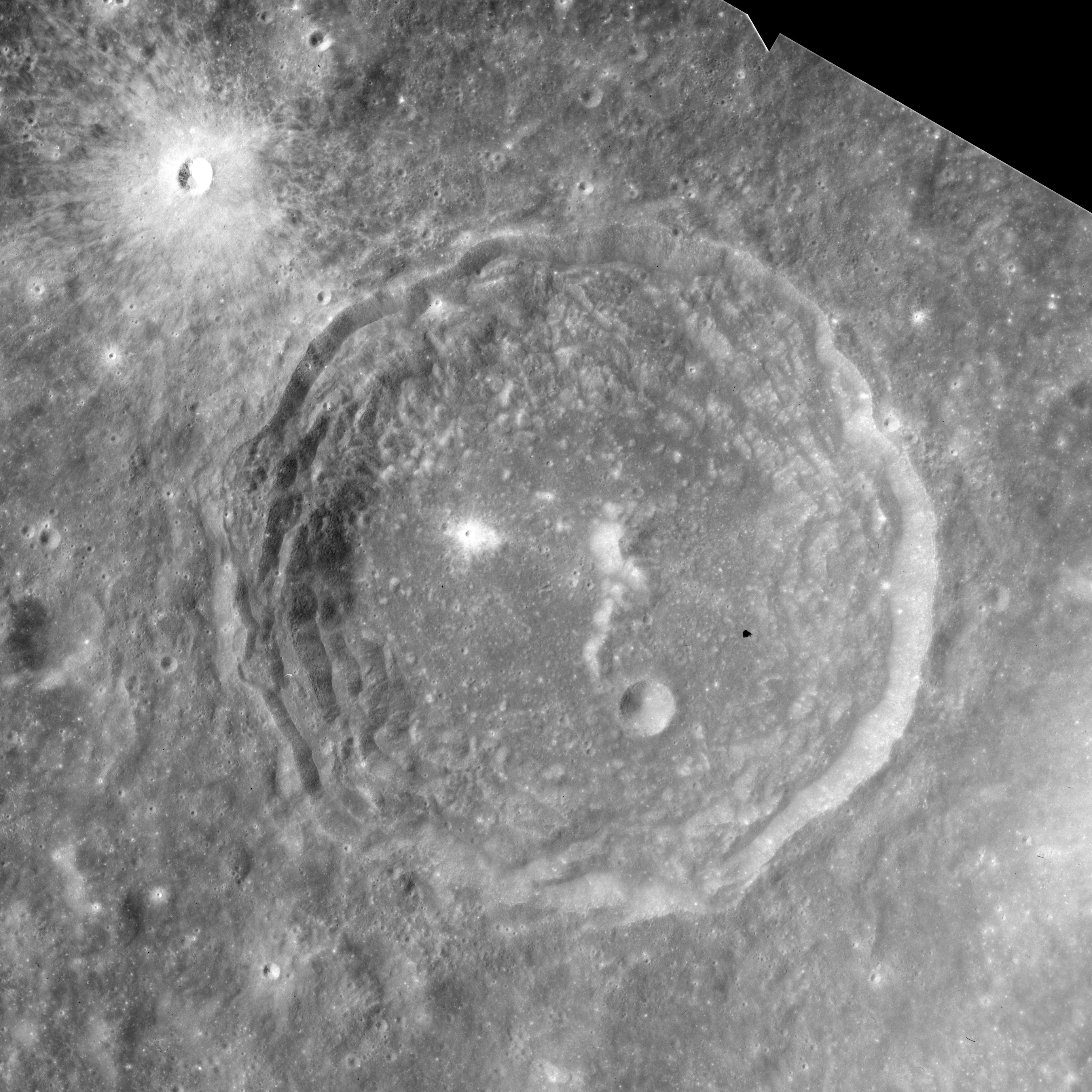
阿波罗15号测绘相机拍摄的图像

该陨坑西侧毗邻卡普坦陨石坑；西北靠近冯·贝林陨石坑；克斯特纳环形山位于它的东北；东南则坐落着安斯加尔环形山。该陨坑的中心月面坐标为10°40′S 76°17′E / 10.67°S 76.28°E，直径80.4公里，深度4.18公里。

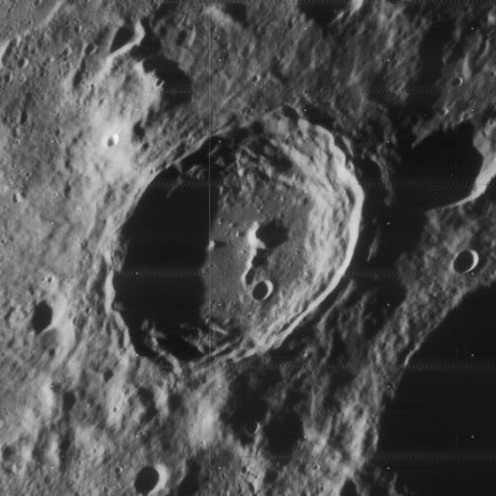
月球轨道器4号拍摄的斜视图

拉彼鲁兹环形山外观呈多边形状，边缘轮廓清晰完整，尚未受到后续撞击的明显侵蚀。陨坑外侧壁不宽，东南偏南侧和西南偏南侧边缘各有一处向外的小突角，沿内侧壁则布满众多的阶地状结构，坑壁平均高出周边地形1340米，内部容积约有5400立方千米。碗状的坑底较为平坦，中心点偏东北分布着一道南北走向、高达2000米的山脊，山脊南端坐落着一座醒目的碗状小陨坑。
该环形山有时也被拼写为拉佩鲁斯（La Peyrouse）。

## 卫星陨石坑
按惯例，最靠近拉彼鲁兹环形山的卫星坑在月图上以字母标注在该坑中心点的旁边。
| 拉彼鲁兹 | 纬度    | 经度    | 直径    |
| -------- | ------- | ------- | ------- |
| A        | 9.3° S  | 74.7° E | 4 公里  |
| B        | 11.2° S | 76.6° E | 7 公里  |
| E        | 10.2° S | 78.5° E | 34 公里 |

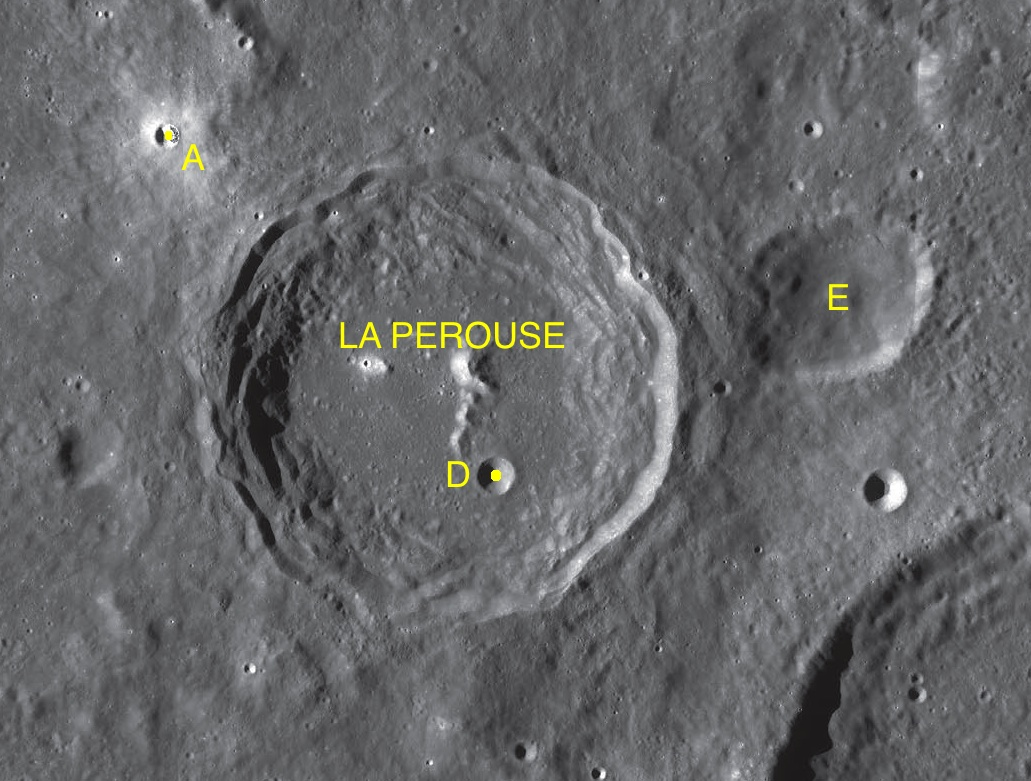
LAC-81 月图

- 卫星坑拉彼鲁兹 A位于一座小山丘峰顶，四周环绕着该陨坑形成时所撞击喷发出的高反照率溅射物。

## 另请参阅
- Wood, Chuck. . Lunar Photo of the Day. 2006-10-11  [2006-10-11]. （原始内容存档于2007-09-29）.
- Wood, Chuck. . Lunar Photo of the Day. May 10, 2007  [2007-05-10]. （原始内容存档于2007年9月27日）.

- Andersson, L. E.; Whitaker, E. A. . NASA RP-1097. 1982.
- Blue, Jennifer. . USGS. July 25, 2007  [2007-08-05]. （原始内容存档于2019-12-13）.
- Bussey, B.; Spudis, P. . New York: Cambridge University Press. 2004. ISBN 978-0-521-81528-4.
- Cocks, Elijah E.; Cocks, Josiah C. . Tudor Publishers. 1995. ISBN 978-0-936389-27-1.
- McDowell, Jonathan. . Jonathan's Space Report. July 15, 2007  [2007-10-24]. （原始内容存档于2019-06-21）.
- Menzel, D. H.; Minnaert, M.; Levin, B.; Dollfus, A.; Bell, B. . Space Science Reviews. 1971, 12 (2): 136–186. Bibcode:1971SSRv...12..136M. doi:10.1007/BF00171763.
- Moore, Patrick. . Sterling Publishing Co. 2001. ISBN 978-0-304-35469-6.
- Price, Fred W. . Cambridge University Press. 1988. ISBN 978-0-521-33500-3.
- Rükl, Antonín. . Kalmbach Books. 1990. ISBN 978-0-913135-17-4.
- Webb, Rev. T. W.  6th revised. Dover. 1962. ISBN 978-0-486-20917-3.
- Whitaker, Ewen A. . Cambridge University Press. 1999. ISBN 978-0-521-62248-6.
- Wlasuk, Peter T. . Springer. 2000. ISBN 978-1-85233-193-1.